# Нейра (Колумбия)
Нейра (исп. Neira) — город и муниципалитет в центральной части Колумбии, на территории департамента Кальдас. Входит в состав Центрально-Южного субрегиона.

## История
Поселение, из которого позднее вырос город, было основано 27 февраля 1842 года.

## Географическое положение
Город расположен в южной части департамента, в пределах горной местности Центральной Кордильеры, на левом берегу реки Тапьяс (правый приток Кауки), на расстоянии приблизительно 9 километров к северу от города Манисалес, административного центра департамента. Абсолютная высота — 1953 метра над уровнем моря.
Муниципалитет Нейра граничит на западе с территорией муниципалитета Ансерма, на юге — с муниципалитетом Манисалес, на востоке — с муниципалитетом Маруланда, на северо-востоке — с муниципалитетом Саламина, на севере — с муниципалитетами Арансасу и Филадельфия, на северо-западе — с территорией департамента Рисаральда. Площадь муниципалитета составляет 350,56 км².

## Население
По данным Национального административного департамента статистики Колумбии, совокупная численность населения города и муниципалитета в 2024 году составляла 21 644 человека.
Динамика численности населения муниципалитета по годам:
| 2005   | 2010   | 2015   | 2020   | 2021   | 2022   | 2023   | 2024   |
| ------ | ------ | ------ | ------ | ------ | ------ | ------ | ------ |
| 28 140 | 29 359 | 30 513 | 21 287 | 21 303 | 21 412 | 21 543 | 21 644 |

Согласно данным переписи 2005 года мужчины составляли 51 % от населения Нейры, женщины — соответственно 49 %. В расовом отношении белые и метисы составляли 99,3 % от населения города; индейцы — 0,6 %; негры и мулаты — 0,1 %.

## Экономика
Большинство трудоспособного населения занято в животноводстве и в сфере выращивания и переработки кофе.
52,9 % от общего числа городских и муниципальных предприятий составляют предприятия торговой сферы, 31 % — предприятия сферы обслуживания, 8 % — промышленные предприятия, 8,1 % — предприятия иных отраслей экономики